# Poortmannia
Poortmannia je monotipski biljni rod krumpirovki smješten u tribus Solandreae, dio potporodice Solanoideae. Jedina vrsta je  P. speciosa. Izvorni areal ove vrste je JZ. Kolumbija pa do sjevernog Perua. To je grm ili lijana i raste prvenstveno u vlažnom tropskom biomu. Koristi se za ishranu.
Rod je opisan u Bulletin de la Societe Philomatique de Paris 4: 128. 1892.

## Sinonimi
- Markea grandiflora Steyerm.; Phytologia 9: 349 (1963)
- Trianaea neovisae Romero; Mutisia 38: 11 (1972)
- Trianaea speciosa (Drake) Soler.; Ber. Deutsch. Bot. Ges., 254 (1898)
- Trianaea spectabilis Cuatrec.; Feddes Repert. 61: 83 (1958)